# Gamsberg
Der Gamsberg (der Wortteil Gams stammt aus dem Khoekhoegowab, einer Khoisan-Sprache, und bedeutet abgeschlossen) ist ein 2347 m hoher Tafelberg in  der Region Khomas in Namibia. Er besteht zu großen Teilen aus Granit. Charakteristisch ist die weite Plateaufläche, die etwa 2500 m in Nord-Süd-Richtung misst und durchschnittlich 800 m breit ist. Etwa 2 km nordöstlich befindet sich der Kleine Gamsberg mit einem sehr kleinen Plateau.
Der Gamsberg ist ein Naturdenkmal und kann über den sogenannten Gamsbergpass über die Hakosberge erreicht werden. Die 2,3 Quadratkilometer große Gipfelhochfläche ist jedoch zu großen Teilen im Besitz des Max-Planck-Institutes für Astronomie, weshalb sie nur mit einer Sondererlaubnis besichtigt werden kann. Im Jahr 2010 hat die Internationale Amateur-Sternwarte (IAS), die bereits am Fuße des Berges ein Observatorium betreibt, auf dem Gipfelplateau des Gamsbergs ein Teleskop mit 71 cm Öffnung in Betrieb genommen.
Der Berg ist mittlerweile nur noch im Rahmen einer geführten Tour begehbar, welche auf den umliegenden Gästefarmen angeboten wird. Den Fuß des Berges erreicht man von der C26 kommend über die D1278 und biegt an der Weener Farm rechts ab. Ein enger Fahrweg führt auf den Kleinen Gamsberg zu, ehe man nach links fahrend am nordöstlichen Ende den Fuß des Gamsbergs erreicht. Von hier führt ein teils sehr steiler Fahrweg ohne Sicherung in mehreren engen Serpentinen bis aufs Plateau. Es ist nur wenigen Personen erlaubt, diese Straße zu befahren.
Auf dem Gipfelplateau befindet sich ein Mobilfunkmast des lokalen Providers und etwa in der Mitte sind Beobachtungshütten mit Teleskopen und Unterkünfte der IAS. Vom Rand des Plateaus ergeben sich fantastische Blicke auf das Hakosgebirge, die umliegende Landschaft und bis zur über 100 km entfernten Namib-Wüste.
Unweit des Gamsbergs liegt auch die astronomische Beobachtungsstation H.E.S.S.

## Galerie

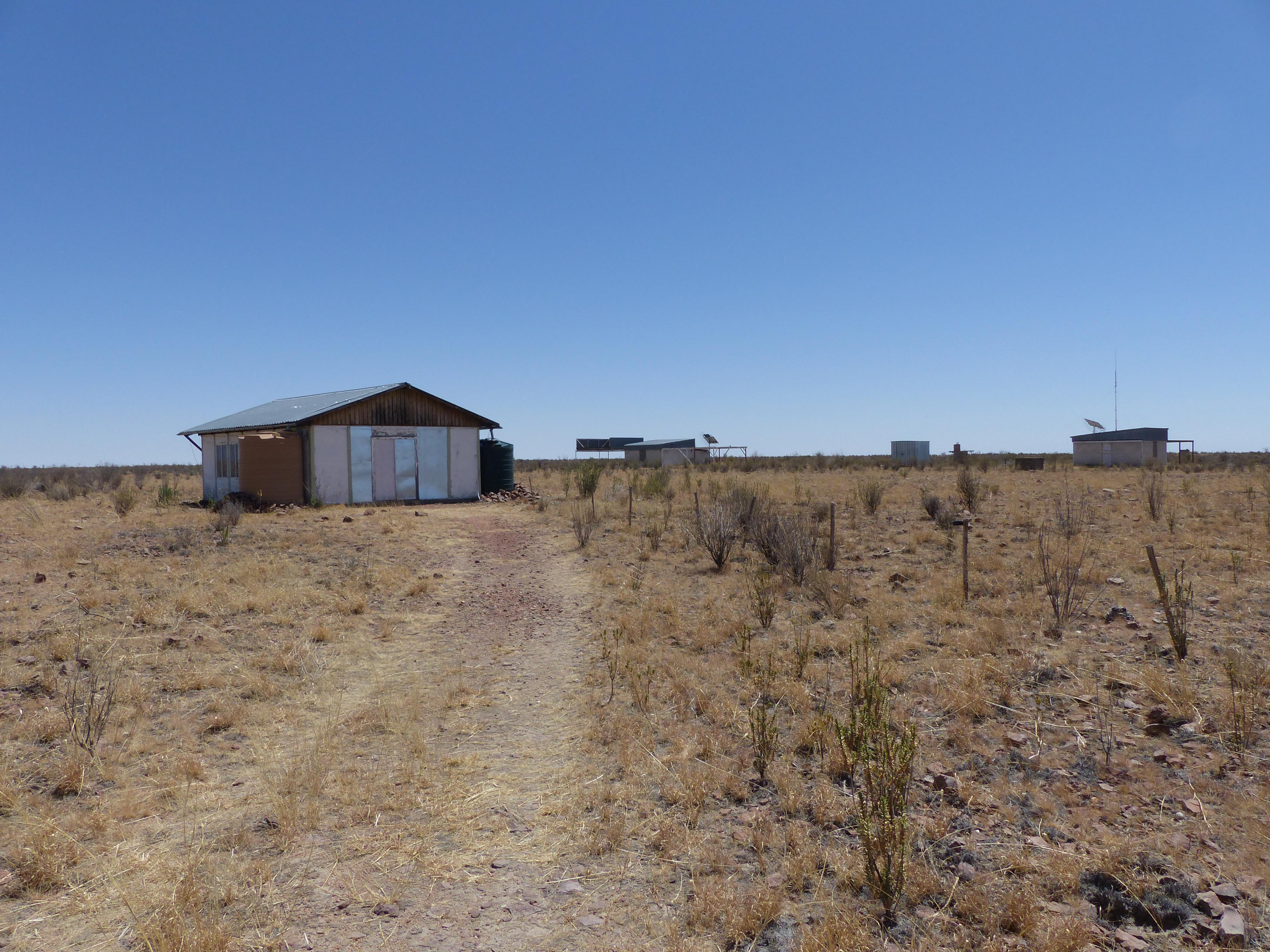
Beobachtungshütten auf dem Plateau
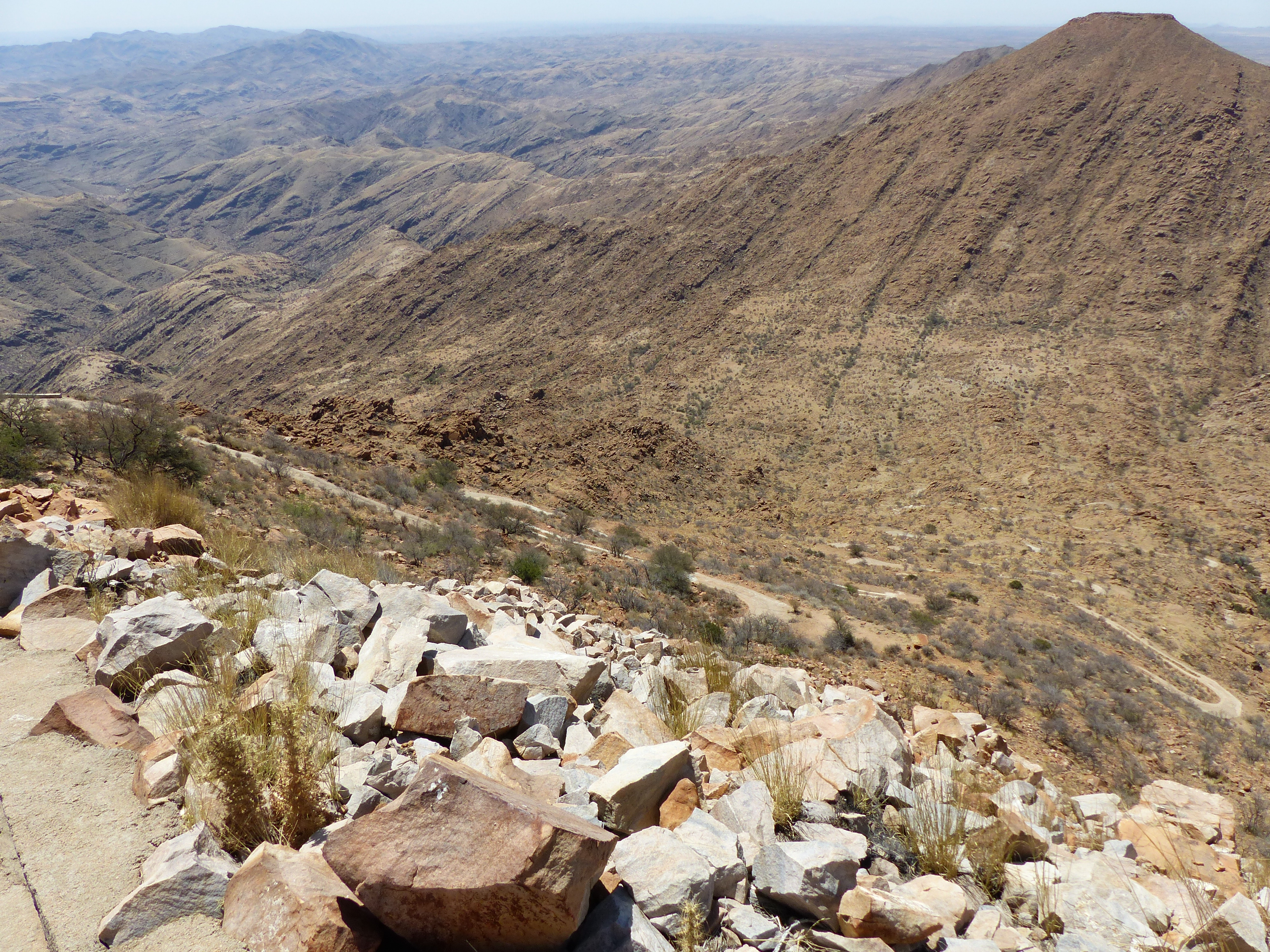
Blick auf die Serpentinen der Auffahrt und den Kleinen Gamsberg
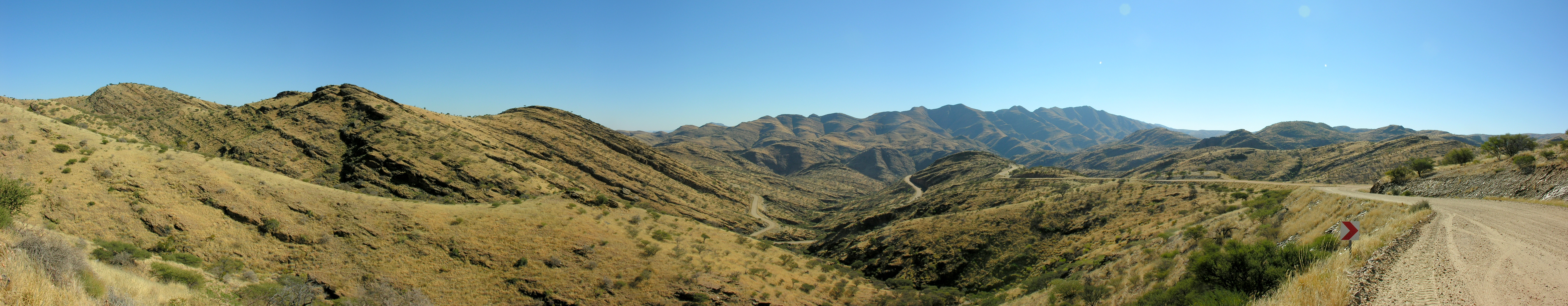
Die C26 am Gamsbergpass
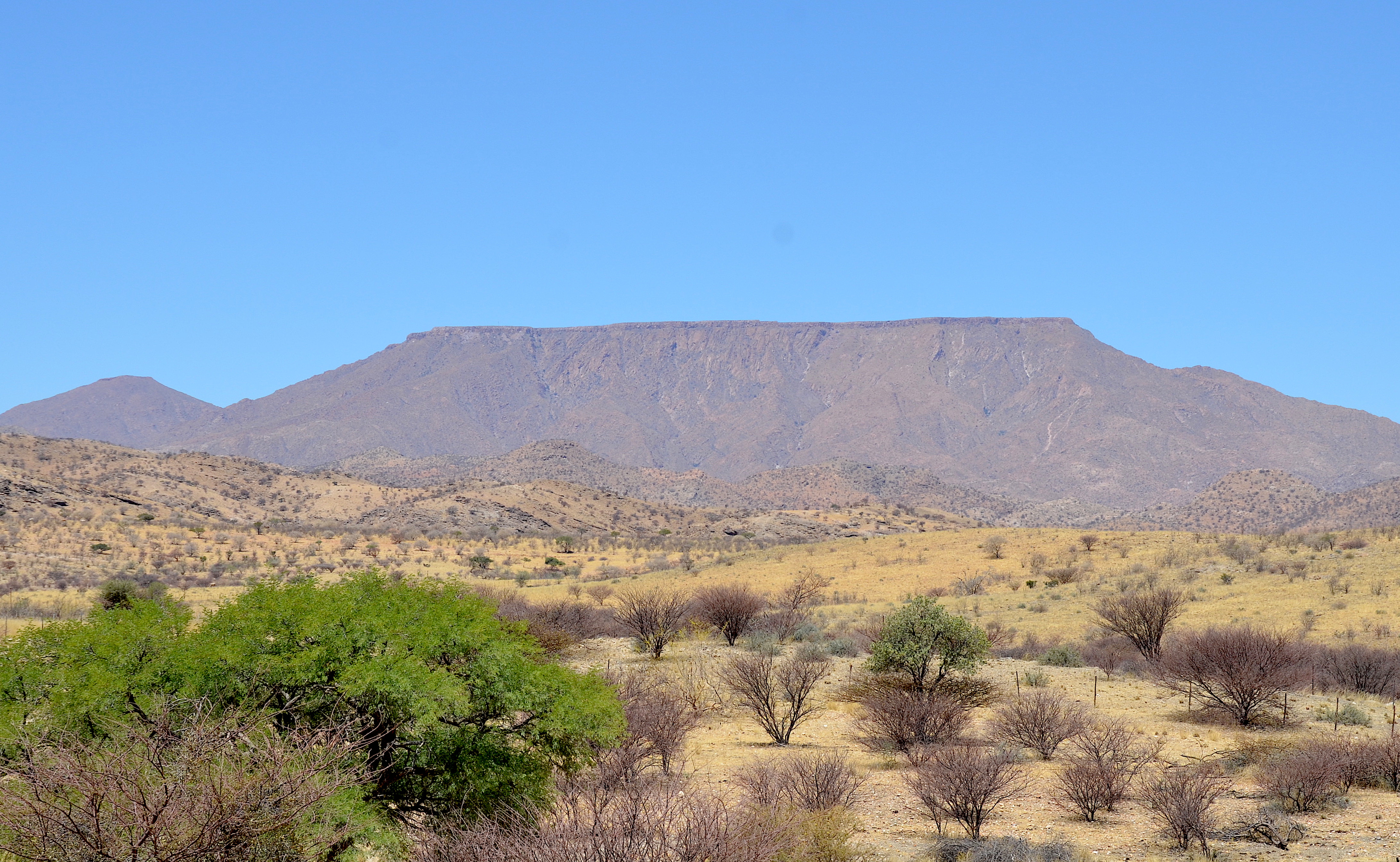
Gamsberg Blick Richtung Süd-Ost